# Abou Lôqman
Ali Moussa al-Shawakh (en arabe : علي موسى الشواخ), plus connu sous le nom de guerre de Abou Lôqman (en arabe : أبو لقمان) ou encore de Abou Ayoub al-Ansari (en arabe : أبو أيوب الأنصاري), né en 1973 à al-Sahel près de Raqqa et mort le 17 avril 2018 à Hajine, est un djihadiste syrien, chef de l'Amniyat, les services de renseignement de l'État islamique.

## Biographie
Ali Moussa al-Shawakh est un Syrien, de la tribu des Aqeedat et du clan des Ajeel. Il naît en 1973 à al-Sahel, un village du gouvernorat de Raqqa. En 2002, il obtient une licence de littérature arabe à université d'Alep. D'autres sources le présentent comme un diplômé de l'académie militaire de Homs ou un avocat et professeur de droit,.
En 2002, il fait son service militaire à Ras al-Aïn. Il obtient le grade militaire de premier lieutenant et est incorporé à une unité de renseignement de l'armée régulière à Damas,. 
Ali Moussa al-Shawakh développe une forte haine pour les alaouites et adhère aux thèses salafistes prêchées par le prédicateur Hamed al-Tayyaoui. Lorsque la guerre d'Irak débute en 2003, il est aussi un admirateur de Saddam Hussein. Après son service, Ali Moussa al-Shawakh devient professeur d'arabe à l'école Al-Garbi d'Al-Sahel, mais il commence clandestinement à recruter des partisans pour le djihad en Irak. Il se rapproche alors de l'idéologie djihadiste et d'Abou Moussab Al-Zarqaoui, le chef d'Al-Qaïda en Irak. 
Si dans un premier temps les services de renseignement syriens laissent faire Ali Moussa al-Shawakh, en 2010, il est arrêté pour sédition et est enfermé dans la prison de Saidnaya. Ali Moussa al-Shawakh y rencontre Fiwaz Mohammed Kurdi al-Hiju, un djihadiste ayant combattu les Américains en Irak.
Ali Moussa al-Shawakh est relâché en 2011 ou au printemps 2012 par le pouvoir syrien qui cherche alors à « djihadiser » la rébellion syrienne.
La Syrie est alors en proie à la guerre civile, Ali Moussa al-Shawakh rejoint les rangs du Front al-Nosra. Il prend la kunya d'« Abou Lôqman ».
De fin 2012 à fin 2013, il pourrait avoir été le chef d'un groupe pratiquant l'enlèvement d'otages occidentaux, et dont les membres étaient surnommés les « Beatles » par ses victimes. Le chef de ce groupe était pour sa part surnommé « Number One ».
En 2013, Abou Lôqman rejoint les rangs de l'État islamique en Irak et au Levant,. Selon Libération, avec son ancien compagnon de détention, Fiwaz Mohammed Kurdi al-Hiju, Abou Lôqman siphonne le Front al-Nosra de l'intérieur. Il obtient le ralliement de 630 hommes et fait tuer Abou Saâd al-Hadrami, un des plus importants émirs du Front al-Nosra. En avril 2013, il est à la tête de 2 300 soldats. Selon les journalistes Willy Le Devin et Ismaël Halissat, de Libération : « Plus de 1 200 combattants de l'Armée syrienne libre sont arrêtés et exécutés. Leurs restes sont jetés dans la cour de l'hôpital public de Raqqa, avec un écriteau : «Rejoignez l’EI ou vous subirez le même sort.» Une semaine après l’ultimatum, 5 750 recrues de plus affluaient ».
En 2014, il est à l'origine de l'exécution d'Abou Obeida al-Maghribi, accusé d'être une taupe au service du MI6. Il devient alors le nouveau chef de l'Amniyat en Syrie et remplace également Abou al-Athir au poste de gouverneur d'Alep,. Il dirige alors des contre-offensives contre les rebelles dans cette région. Il aurait également été gouverneur de Raqqa.
Sous sa direction, les méthodes de l'Amniyat deviennent plus rigides, la surveillance augmente. Abou Lôqman participe parfois directement à des séances de tortures. C'est également lui qui aurait ordonné la décapitation de James Foley et de deux autres otages.
Selon Libération, « fin 2014, Abou Lôqman fait partie des huit membres du conseil de gouvernance de l’EI, sous le patronage d’Al-Baghdadi ».
Début 2015, Abou Lôqman change de kunya et prend celle d'« Abou Ayoub al-Ansari ».
Le 30 août 2016, il est blessé dans la frappe aérienne américaine qui coûte la vie à Abou Mohammed al-Adnani près d'al-Bab,. Après la mort d'Adnani, Abou Lôqman est considéré par les services de renseignements français comme un potentiel candidat à la succession d'Abou Bakr al-Baghdadi.
Abou Lôqman aurait été tué par un bombardement américain le 17 avril 2018 à Hajine, près de Boukamal, alors qu'il participait à une réunion,.